# Aristolochia minutiflora
Aristolochia minutiflora är en piprankeväxtart som beskrevs av Ridley och James Sykes Gamble. Aristolochia minutiflora ingår i släktet piprankor, och familjen piprankeväxter. Inga underarter finns listade i Catalogue of Life.